# Sırrı Acar
Sırrı Acar (ur. 9 stycznia 1943 w Gökçedere) – turecki zapaśnik walczący w stylu klasycznym. Olimpijczyk z Meksyku 1968, gdzie odpadł w eliminacjach w kategorii 78 kg.
Brązowy medalista mistrzostw świata w 1965; czwarty w 1967. Mistrz Europy w 1967 i 1968; czwarty w 1969. Trzeci na igrzyskach śródziemnomorskich w 1967 roku.